# Fläcktangara
Fläcktangara (Ixothraupis punctata) är en fågel i familjen tangaror inom ordningen tättingar. Den förekommer i Sydamerika från Venezuela söderut till norra Bolivia. Arten minskar i antal men beståndet anses vara livskraftigt.

## Utseende
Fläcktangaran är en liten, kraftigt tecknad tangara. Fjäderdräkten är överlag grönaktig, på huvud och undersida ljusare, översållad med svarta fläckar. Fläckar på honan och ungfågeln är mindre tydliga än de hos hanen. Arten skiljer sig från liknande tangaror genom avsaknad av gult på undersidan samt ljusgrått på ansikte och strupe.

## Utbredning och systematik
Fläcktangaran förekommer i Sydamerika. Den delas in i fem underarter med följande utbredning:
- Ixothraupis punctata punctata – tropiska södra Venezuela, Guyana och norra Amazonområdet (Brasilien)
- Ixothraupis punctata zamorae – tropiska östra Ecuador och norra Peru
- Ixothraupis punctata perenensis – tropiska och subtropiska östra Peru (Chanchamayo)
- Ixothraupis punctata annectens – subtropiska sydöstra Peru (regionen Rio Inambari)
- Ixothraupis punctata punctulata – Yungas i norra Bolivia (La Paz och Cochabamba)

### Släktestillhörighet
Tidigare inkluderades arten i släktet Tangara, men genetiska studier har visat att den och dess släktingar står närmare Thraupis. Andra auktoriteter inkluderar istället både Ixothraupis och Thraupis i Tangara. 

## Levnadssätt
Fläcktangaran hittas i bergsbelägen molnskog i västra delen av utbredningsområdet, i öster även i lågland och lägre bergstrakter. Den håller sig vanligen högt uppe i trädkronorna, där den är en vanlig medlem av kringvandrande artblandade flockar.

## Status och hot
Arten har ett stort utbredningsområde, men tros minska i antal, dock inte tillräckligt kraftigt för att den ska betraktas som hotad. Internationella naturvårdsunionen IUCN listar arten som livskraftig (LC).

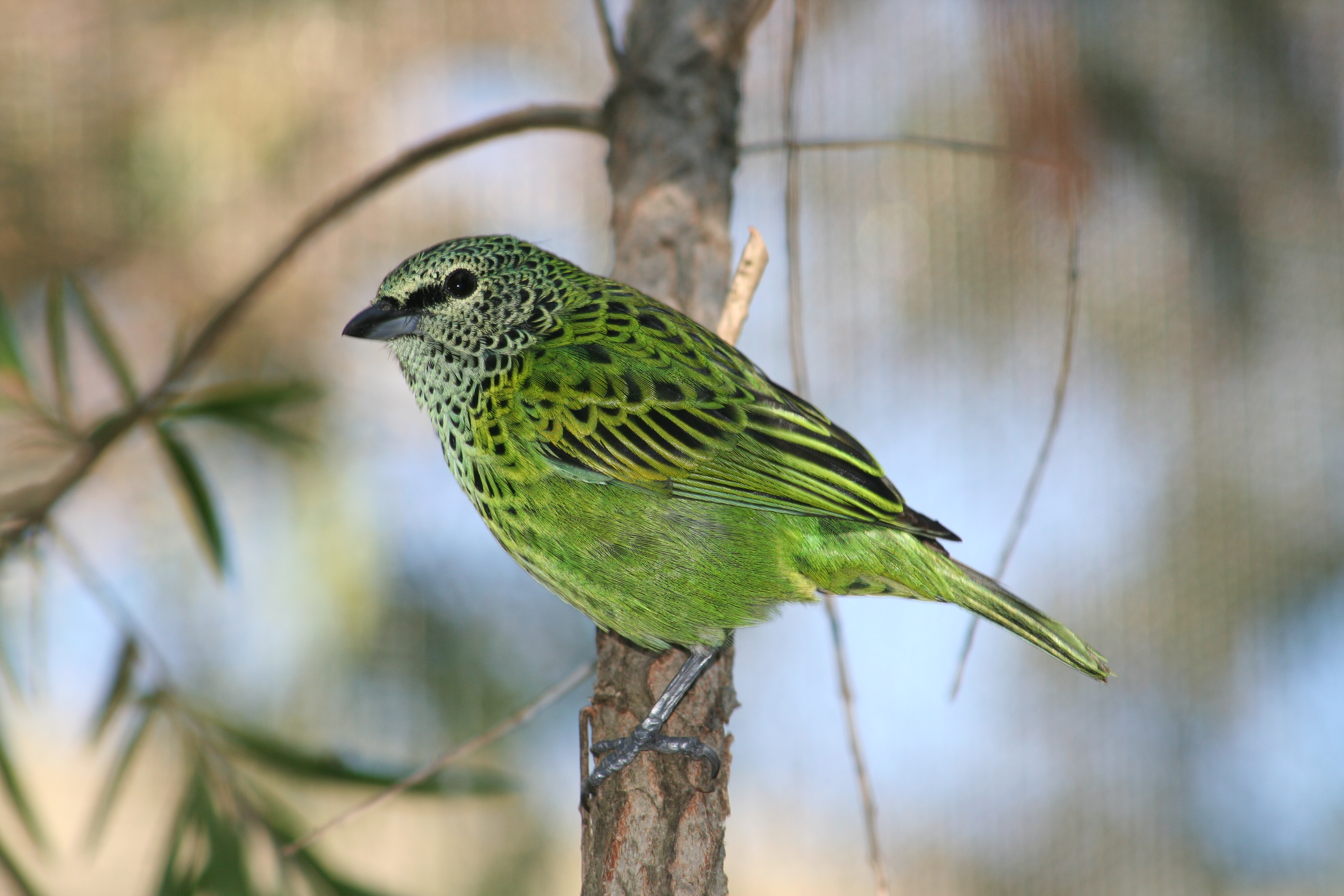
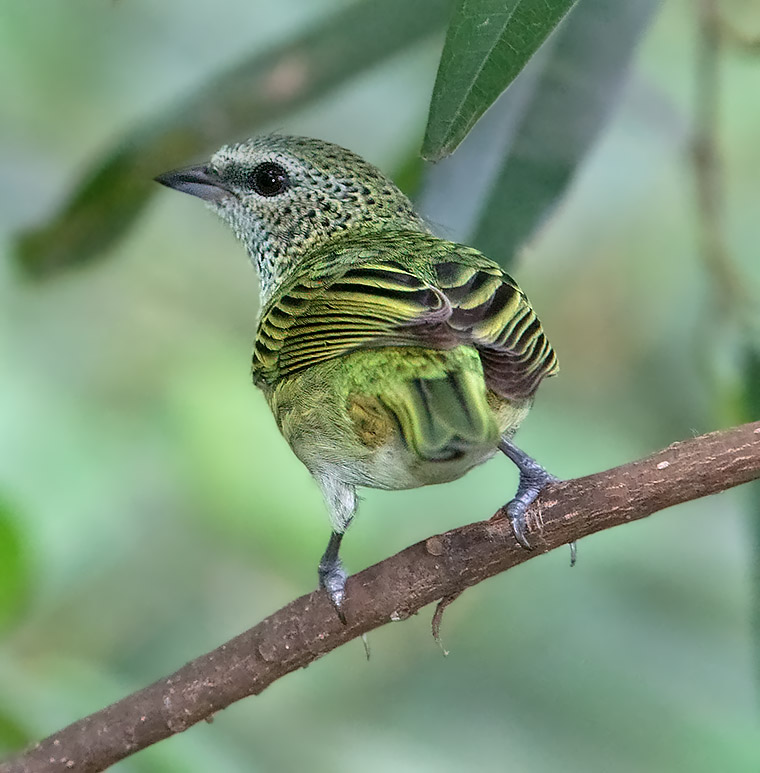